# Parafia Zaśnięcia Najświętszej Maryi Panny w Oleśnicy
Parafia Zaśnięcia Przenajświętszej Bogurodzicy – parafia prawosławna w Oleśnicy, w dekanacie Wrocław diecezji wrocławsko-szczecińskiej.
Na terenie parafii funkcjonuje 1 cerkiew:
- cerkiew Zaśnięcia Najświętszej Maryi Panny w Oleśnicy – parafialna

## Historia
Pierwszymi wyznawcami prawosławia w Oleśnicy byli dawni mieszkańcy Chełmszczyzny i Łemkowszczyzny, przesiedleni w wyniku Akcji „Wisła” (1947). Pierwsze prawosławne nabożeństwo w Oleśnicy celebrowano jesienią 1952 w prywatnym mieszkaniu przy ulicy Wojska Polskiego. Początkowo społeczność pozostawała pod opieką duchownych z Wrocławia. W 1963 erygowano samodzielną parafię, której przyznano świątynię powstałą na początku XVI wieku (z połączenia dwóch XIV-wiecznych kościołów), znajdującą się przy ulicy Łużyckiej. Obiekt uległ znacznym zniszczeniom pod koniec II wojny światowej i był przez władze stopniowo odbudowywany. Początkowo nabożeństwa odprawiano w wieży świątyni. Odbudowę całkowicie ukończono w 1978 i od tej pory parafia korzysta z całego obiektu, który przystosowano do potrzeb liturgii prawosławnej.
Parafia początkowo liczyła 245 osób, jednak wskutek m.in. migracji liczba wiernych znacznie się zmniejszyła (w 2015 było 65 parafian).

## Wykaz proboszczów
- 1952–1953 – ks. Teodor Kuczyński (administrator)
- 1963–1994 – ks. Jan Zbiorowski
- od 1994 – ks. Jerzy Szczur